# José Antonio de Nebra Mezquita
José Antonio de Nebra Mezquita   (La Foz de la Viella, 23 de novembre de 1672 - Conca, 4 de desembre de 1748) fou un organista i arpista espanyol. Pare dels també músics José, Francisco i Joaquín Ignacio de Nebra.

## Biografia
Format a l'orgue i l'arpa, es desconeix on va estudiar, tot i que Muneta especula que va aprendre com a infant del cor del Pilar.
Les primeres notícies que es tenen són de la seva feina com a organista en alguna església de Calatayud, possiblement a la col·legiata de Santa Maria. Allà, a Calatayud, es va casar amb Rosa Blasco el 29 de juliol de 1697, amb la qual tindria 6 fills. També a la ciutat neixen els seus fills més famosos: el 6 de gener de 1702 neix el seu primer fill, José Melchor Baltasar Gaspar, el 16 d'abril de 1705, Francisco Javier, i el 21 de maig de 1709, Joaquín Ignacio.

El capítol catedralici de Conca va anomenar Nebra el 1711 per a la posició de primer organista: «amb notícia que a Calatayud hi havia un Organista de gran capacitat com també de tanyar l'Arpa, li havien escrit, el qual va arribar ahir i ve a examinar-se». Es va traslladar a viure a Conca amb la seva família, quan, el 8 de desembre de 1711 va ser elegit organista de la catedral per succeir fray Martín García de Olagüe:
| « | "[...] a l'habilitat de José Nebra de tañer i Arpa i que havia executat i referit el que havien acordat en l'examen sobre ambdues habilitats, i a més havia compost un quatro [...] El cabdill, per major part de vots va acordar quedar admès el dit Joseph Nebra per a l'ofici de Primer Organista" 8 d' agost de 1711 | » |

A Conca també va treballar com a mestre d'orgue al Col·legi de Sant Josep i en la preparació dels infants del cor. Al col·legi va formar els seus fills José, Javier i Joaquín Ignacio, que a més van formar part de la capella del mestre Julián Martínez Díaz.

Divuit anys més tard, després de la mort de Martínez Díaz, el 8 d'octubre de 1729 Nebra va ser nomenat mestre de capella de la catedral. En conseqüència va trucar al seu fill Francisco Javier, en aquell moment organista de la Seo, per ocupar el lloc de primer organista vacant:
| « | "Memorial del Sr. José Nebra acceptant el nomenament de mestre de capella amb el salari de 3.000 reals i 30 fangues i 30 duc. del Col·legi, i el seu fill Sr. Francisco Javier Nebra el d'Organista Major amb 3.300 reals i 50 fan. de blat, resignant-se en tot a servir al capítol". 15 d' octubre de 1729 | » |

El fet que Nebra no fos clergue resulta singular, ja que els mestres de capella havien de ser-ho.
Va morir el 4 de desembre de 1748, com a mestre de la catedral de Conca.

## Obra
A la Catedral de Conca es conserven 8 misses i 8 veus amb orquestra, 5 salves, 2 goigs a la Santíssima Mare de Déu, un villancico de Calenda de Nadal, 6 responsoris de Nadal, 6 responsoris de Reis, 8 salms, un miserere i diverses nadales.